# Jan-Mikael Järvinen
Jan-Mikael Järvinen, född 26 februari 1988 i Birkala, är en finländsk professionell ishockeyspelare (forward) som spelar för Ässät i FM-ligan.